# Mydrodoxa splendens
Mydrodoxa splendens là một loài bướm đêm trong họ Noctuidae.